# クロード・ドジュー
クロード・ドジュー（Claude Dejoux、1732年1月23日 - 1816年10月18日）は、フランスの彫刻家である。

## 略歴
現在のジュラ県のヴァダン(Vadans)で、貧しい農家の息子に生まれ、羊飼いや大工の弟子して働き、彫刻を学んだ。1763年にマルセイユの美術アカデミーのコンクールでで賞を取って、パリに出て、王立絵画彫刻アカデミーの教授ギヨーム・クストゥー（1716-1777）の工房に入り、オーギュスタン・パジュー（1730-1809）の指揮下でヴェルサイユ宮殿の王室歌劇場の室内装飾彫刻の仕事に参加した。クストゥーの工房で、学んでいた、彫刻家のピエール・ジュリアン（1731-1804）と生涯を通じて友人となった。
ローマに旅して修行した後、パリに戻ると彫刻家として認められ、1779年に王立絵画彫刻アカデミーの会員候補に選ばれ、レセプション作品として『聖バルトロマイの殉教』の大理石像を提出し会員となった。
1780年代に王室建造物局総監のダンジヴィレ伯爵（Charles Claude Flahaut de La Billarderie, comte d’Angiviller）が一連のフランスの偉人の像の制作をジュリアンらの彫刻家に依頼した時、ドジューは17世紀後半のフランス軍人ニコラ・カティナの像を制作した
。
フランス革命の混乱に距離を置き、1795年に再建されたフランス学士院の創設会員に選ばれた。1806年にパリのヴィクトワール広場にフランス革命戦争・ナポレオン戦争期の軍人、ドゼー将軍の銅像を作ることを依頼され、1810年に広場に設置されたが、この彫刻はナポレオン退位後、溶解されてアンリ4世の騎馬像の制作のための材料にされた。
1806年5月にパリの美術学校の教授に任命された。ドジューはパリで亡くなり、パリの美術学校の教授の座はピエール＝ナルシス・ゲランが継いだ
。

## 作品

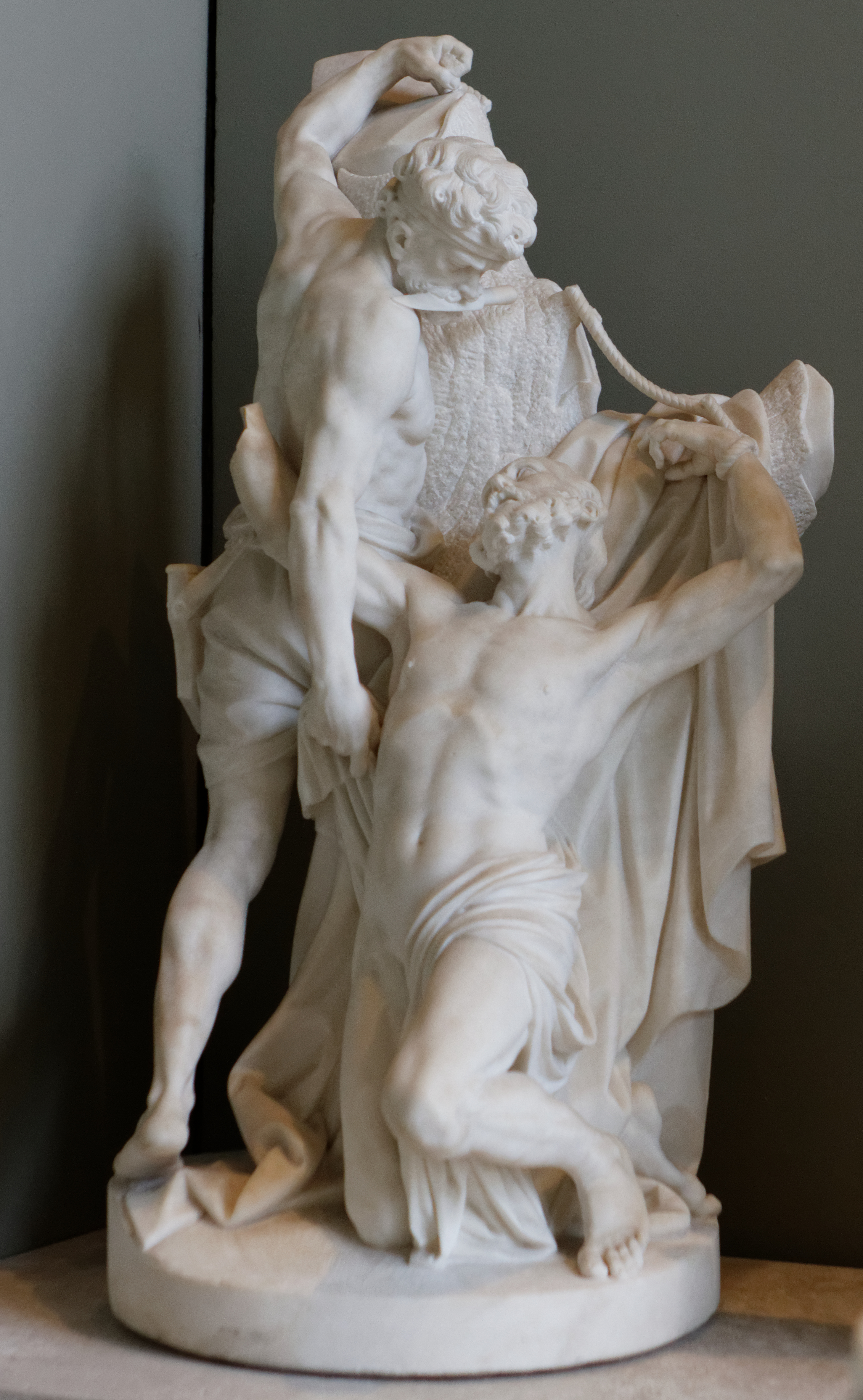
聖バルトロマイの殉教 (1772) ルーブル美術館
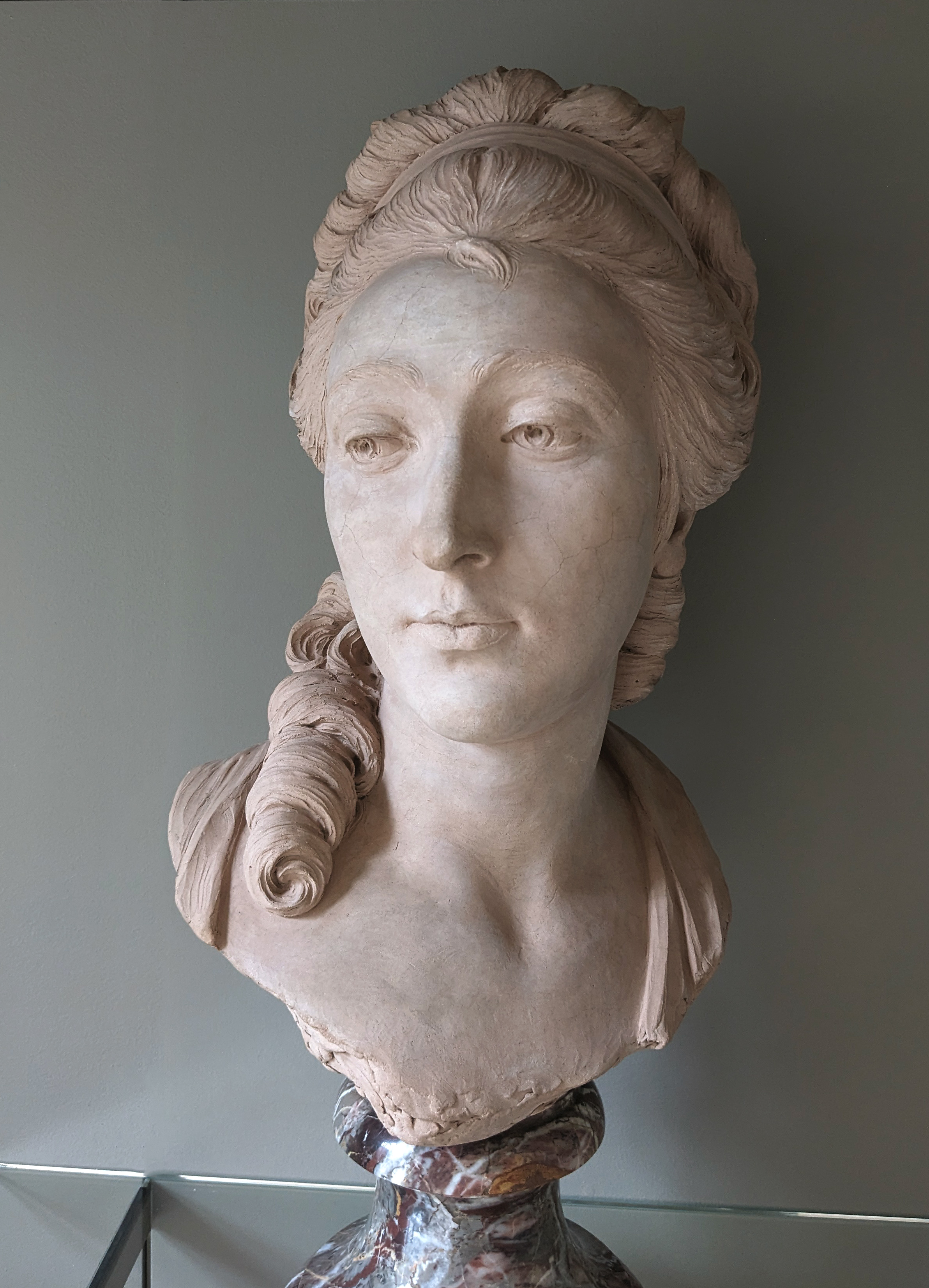
マリーア・カテリーナ・ブリニョーレ・サーレの胸像 ルーブル美術館
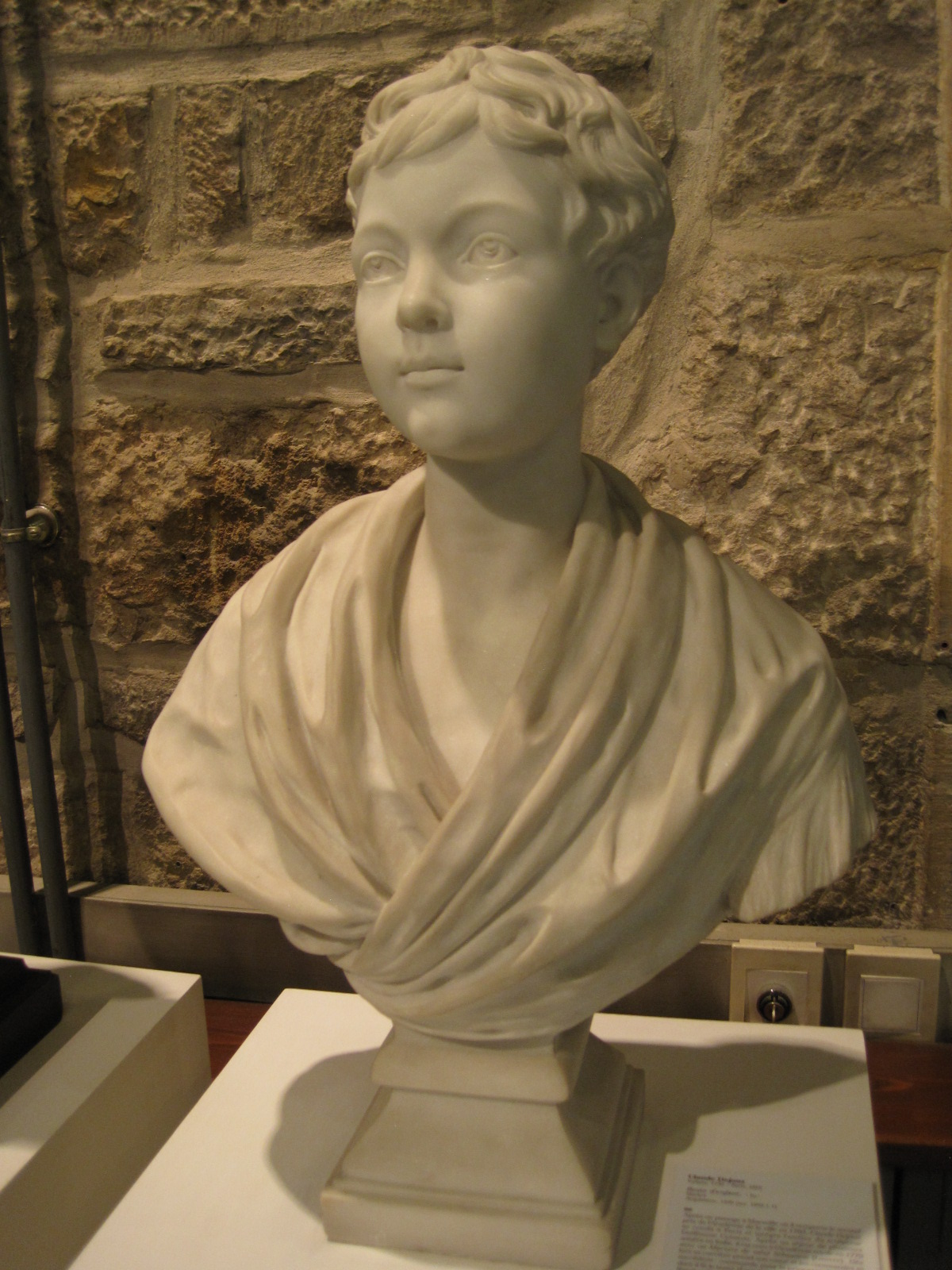
子供の胸像 ロン＝ル＝ソーニエ美術館
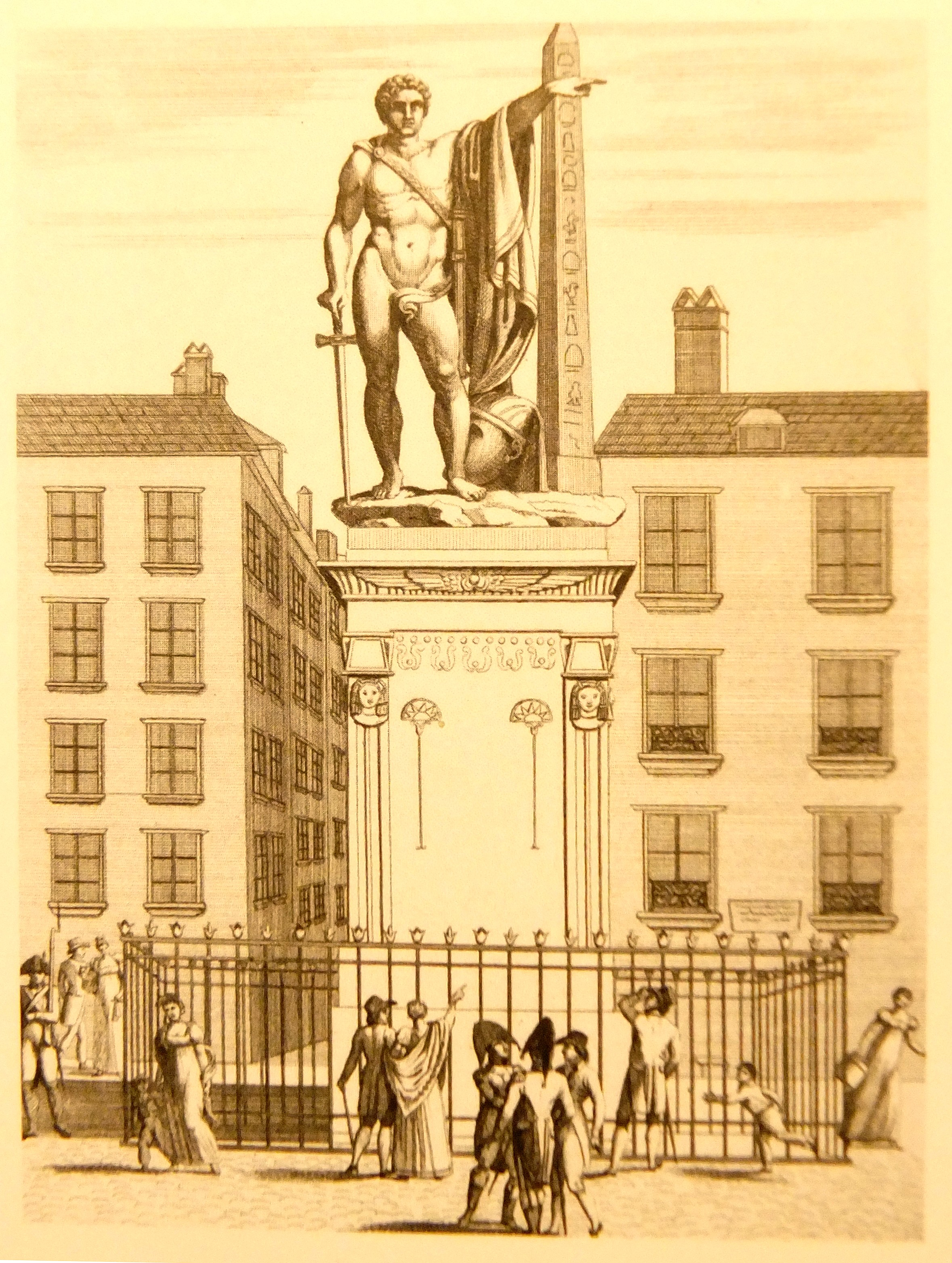
ドジュー作のヴィクトワール広場のドゼー将軍の銅像を描いた作者不詳の版画